# Embalse de Arroyito
El Embalse de Arroyito es el quinto de cinco embalses sobre el río Limay en el noroeste de la región del Comahue,  Argentina, aproximadamente a 39°06′56″S 68°34′47″O / -39.11556, -68.57972, con una altitud de 315 m s. n. m. Fue inaugurado en 1979. Se encuentra ubicado a 45 km de la ciudad de Neuquén, en inmediaciones de la pequeña localidad de Arroyito.

## Construcción

Esquema del lago formado por el embalse de Arroyito sobre el río Limay.

El murallón está hecho de material granulado compactado. Se ocupó un volumen de 4 millones de m³, con 37 m de altura y 3,5 km de long. Es usado primariamente para generar hidroelectricidad, con una potencia instalada de 127,8 MW, generando 560 GWh/año. Sirve además como embalse regulador del embalse El Chocón, localizado aguas arriba.
El reservorio tiene 38,6 km², un volumen de 300 hm³; el vertedero vuelca: 2.582 m³/s; su prof. es de 7,7 m en promedio (máximo: 15 m).
En 2008, durante la presidencia de Fernandez de Kirchner y la gobernación de Jorge Sapag se inauguró oficialmente la elevación de la cota de la represa Arroyito, las obras que se llevaron a cabo a lo largo de los 3,5 kilómetros de la represa, demandaron unos 6 mil viajes de camiones llenos de material, que contó con una inversión de 24 millones de pesos.